# Carmen Thalmann
Carmen Thalmann (ur. 11 września 1989 w Berg im Drautal) – austriacka narciarka alpejska, złota medalistka mistrzostw świata.

## Kariera
Na arenie międzynarodowej Carmen Thalmann po raz pierwszy pojawiła się 8 grudnia 2004 roku w Gosau, gdzie w zawodach FIS Race w gigancie zajęła 61. miejsce. W 2009 roku wystartowała na mistrzostwach świata juniorów w Garmisch-Partenkirchen, gdzie jej najlepszym wynikiem było piętnaste miejsce w slalomie. W zawodach Pucharu Świata zadebiutowała 29 grudnia 2008 roku w Semmering, gdzie nie ukończyła pierwszego przejazdu slalomu. Pierwsze pucharowe punkty wywalczyła 27 listopada 2011 roku w Aspen, zajmując 23. miejsce w gigancie. Wielokrotnie plasowała się w czołowej dziesiątce zawodów pucharowych, jednak nigdy nie stanęła na podium. Najlepsze wyniki osiągała w sezonie 2015/2016, kiedy zajęła 31. miejsce w klasyfikacji generalnej.
Największy sukces w karierze Carmen Thalmann osiągnęła w 2013 roku, kiedy wspólnie z Nicole Hosp, Michaelą Kirchgasser, Marcelem Hirscherem, Marcelem Mathisem i Philippem Schörghoferem wywalczyła złoty medal w zawodach drużynowych podczas mistrzostw świata w Schladming. Na rozgrywanych dwa lata później mistrzostwach świata w Vail/Beaver Creek zajęła siódme miejsce w slalomie. Nigdy nie startowała na igrzyskach olimpijskich.
W kwietniu 2018 roku zakończyła karierę.

## Osiągnięcia

### Mistrzostwa świata
| Miejsce | Dzień     | Rok  | Miejscowość       | Konkurencja | Czas biegu  | Strata  | Zwyciężczyni     |
| ------- | --------- | ---- | ----------------- | ----------- | ----------- | ------- | ---------------- |
| 1.      | 12 lutego | 2013 | Schladming        | Drużynowo   | -           | -       | -                |
| 7.      | 14 lutego | 2015 | Vail/Beaver Creek | Slalom      | 1:38,48 min | +2,04 s | Mikaela Shiffrin |

### Mistrzostwa świata juniorów
| Miejsce | Dzień   | Rok  | Miejscowość | Konkurencja | Czas biegu  | Strata  | Zwyciężczyni        |
| ------- | ------- | ---- | ----------- | ----------- | ----------- | ------- | ------------------- |
| 15.     | 1 marca | 2009 | Ga-Pa       | Slalom      | 1:42,07 min | +3,32 s | Denise Feierabend   |
| DNF1    | 2 marca | 2009 | Ga-Pa       | Gigant      | 2:45,81 min | -       | Viktoria Rebensburg |
| 29.     | 6 marca | 2009 | Ga-Pa       | Zjazd       | 1:19,60 min | +3,10 s | Marine Gauthier     |

### Puchar Świata

#### Miejsca w klasyfikacji generalnej
- sezon 2011/2012: 68.
- sezon 2012/2013: 52.
- sezon 2013/2014: 56.
- sezon 2014/2015: 37.
- sezon 2015/2016: 31.
- sezon 2016/2017: 94.
- sezon 2017/2018: 64.

#### Miejsca na podium w zawodach
Thalmann nie stała na podium indywidualnych zawodów Pucharu Świata.